# Descoperirea medicamentelor
În domeniile medicină, biotehnologie și farmacologie, descoperirea medicamentelor, este procesul prin care sunt descoperiți noi potențiali candidați pentru dezvoltare și utilizare în tratament medical.
Din punct de vedere istoric, medicamentele au fost descoperite prin identificarea ingredientului activ din remediile tradiționale sau prin descoperirea serendipității. Mai recent, biblioteci chimice| de molecula mică sintetică, produsele naturale sau extractele au fost verificate în celule intacte sau organisme întregi pentru a identifica substanțele care au avut un efect terapeutic dorit într-un proces cunoscut sub numele de farmacologie clasică. După ce sequencing din genomul uman a permis clonarea și sinteza rapidă a unor cantități mari de proteine purificate, a devenit o practică obișnuită de a utiliza screeningul de mare debit de biblioteci mari de compuși împotriva țintei biologice izolate care sunt ipotetice ca fiind modificarea bolii într-un proces cunoscut sub numele de farmacologie inversă. Hit-uri de pe aceste ecrane sunt apoi testate în celule și apoi la animale pentru eficacitate.
Descoperirea modernă a medicamentelor implică identificarea loviturilor de screening, chimie medicinală și optimizarea acestor hituri pentru a crește afinitatea,] selectivitatea  (pentru a reduce potențialul efectelor secundare), eficacitate/potență, stabilitate metabolică (pentru a crește jucație) și oral biodisponibilitate. Odată ce un compus care îndeplinește toate aceste cerințe a fost identificat, procesul de dezvoltarea medicamentelor poate continua. Dacă au succes, studiile clinice sunt dezvoltate.
Descoperirea modernă a medicamentelor este, așadar, de obicei un proces capital-intensiv care implică mari investițiis de către industria farmaceutică corporații, precum și guvernele naționale [care furnizează grants și garanție de împrumut. În ciuda progreselor în tehnologie și înțelegerea sistemelor biologice, descoperirea de droguri este încă un proces de lungă durată, "costisitoare, dificil, și ineficiente", cu rata scăzută de descoperire terapeutice noi.   În 2010, costul cercetării și dezvoltării al fiecărei noi entități moleculare a fost de aproximativ 1,8 miliarde de dolari. În secolul 21, cercetarea de bază a descoperirilor este finanțată în principal de guverne și de organizații filantropice, în timp ce dezvoltarea în stadiu avansat este finanțată în principal de companii farmaceutice sau de capitaliști de risc. Pentru a li se permite să vină pe piață, medicamentele trebuie să treacă prin mai multe faze de succes ale studiilor clinice, și să treacă printr-un nou proces de aprobare a medicamentelor, numit New Drug Application în Statele Unite.
Descoperirea de medicamente care pot fi un succes comercial, sau un succes de sănătate publică, implică o interacțiune complexă între investitori, industrie, mediul academic, legile de brevete, exclusivitate de reglementare, marketing și necesitatea de a echilibra secretul cu comunicarea. Între timp, pentru bolile a căror raritate înseamnă că nu se poate aștepta un succes comercial mare sau un efect de sănătate publică, procesul de finanțare medicament orfan asigură faptul că persoanele care se confruntă cu aceste tulburări pot avea o anumită speranță de avansuri farmacoterapeutice.